# Hussein Chalayan
Hussein Chalayan, né le 12 août 1970 à Nicosie, est un styliste turc installé en Grande-Bretagne, récompensé en 1999 et 2000 comme Designer britannique de l'année (en), et reconnu pour ses créations expérimentales et conceptuelles entre design, architecture, critiques sociales, nouvelles technologies et mode. Plus artiste que styliste, il mélange arts plastiques et mode, et parfois vidéo pour ses créations : le Vogue américain le décrit comme « le premier designer intellectuel de sa génération ».

## Biographie
Hussein Chalayan (Hüseyin Çağlayan), de nationalité turque, est né en 1970 à Nicosie d'une famille de restaurateurs chypriotes-turcs. Sa mère fait de la couture pour toute la famille. À la suite du divorce de ses parents, il arrive en Angleterre, puis suit des études à la Warwickshire School of Arts, suivies de Central Saint Martins dont il sort diplômé en 1993 avec les félicitations du jury : sa présentation de sa collection Buried Dresses, à base de tissus enterrés auparavant avec des morceaux de ferraille, est vendue immédiatement au concept store anglais Browns. L'année suivante, il fonde son entreprise grâce à des fonds acquis par le biais des concours.
En 1995, Chalayan bat 100 concurrents pour décrocher le Top London fashion design award. En septembre, Chalayan, 25 ans, obtient un soutien financier à hauteur de 28 000 £ pour développer ses créations lors du concours Absolut Creation Award organisé par Absolut Vodka. Il défile pour la première fois lors de la Fashion Week de Londres : les patrons des créations ont été réalisés par des formules mathématiques. par la suite il défile lors des défilés Prêt-à-porter à Paris au mois de mars. La même année 1995, il travaille pour Björk : la chanteuse apparait sur la pochette de son album Post avec une veste dessinée par Hussein Chalayan, en échange de quoi elle défile pour le créateur lors de la Fashion Week de Londres.
En avril 1998, la boutique colette, qui a ouvert peu de temps avant, lui consacre une exposition. À l'automne 1998, tout en continuant à concevoir sa ligne signée « Chalayan », il est nommé consultant en design pour la marque new-yorkaise de cachemire TSE. Cette collaboration dure jusqu'en 2001 quand la société décide de ne pas renouveler son contrat. Il devient un habitué des collaborations et travaille également un temps avec la marque britannique Topshop.
En juillet 2000, Time magazine le cite comme « one of their 100 most influential innovators for the 21st century » (« l'un des innovateurs les plus influents du XXIe siècle »), pendant que l'édition américaine du magazine Vogue dit de lui qu'il est « one of the 12 designers who will change the course of fashion over the next decade ». Par la suite, il liquide sa marque volontairement, puis restructure totalement son entreprise et met en scène la collection « Come-back » en 2001. Il conçoit quelques pièces pour Marks and Spencer. Le fabricant italien de vêtements Gibo l'aide également.
Plus artiste que styliste, s’intéressant au corps comme au design ou à la technologie, ses réalisations ne passent pas inaperçues et restent parfois reconnues comme difficiles à porter. Régulièrement exposées dans les musées, ses créations sont souvent perçues comme des œuvres d'art plus que des vêtements. Il est nommé « Designer britannique de l'Année » en 1999 et 2000, et reçoit de la Reine d’Angleterre l'Ordre de l'Empire britannique le 17 juin 2006.
Les choses continuent de s'améliorer pour le concepteur : en 2002, Chalayan étend ses collections avec la création d'une ligne de vêtements pour hommes, ; en 2004 il ouvre une boutique à son nom à Tokyo et crée une ligne de produits plus abordables intitulée Chalayan ; en 2005, il représente la Turquie à la 51e Biennale de Venise et diffuse son court-métrage Absent Presence ; la même année, il déclare beaucoup travailler en écoutant la musique de Kate Bush et qu'elle l'a inspiré à suivre son propre chemin. Il est fait Officier de l'ordre de l'Empire britannique en 2006.
En 2007 il cède des droits de diffusion de sa collection homme à Yoox, distributeur sur internet. Après avoir traversé des difficultés financières, y compris avoir eu à déplacer son atelier à trois reprises, il annonce son intention de transférer ses défilés de prêt-à-porter à Paris,.
Le 28 février 2008, après diverses collaborations avec plusieurs marques, il devient directeur de création pour la marque Puma, et celle-ci prend des parts majoritaires dans sa société,. Il collabore avec la marque allemande de chaussettes et collants Falke,, puis avec la marque de jeans JBrand en mars 2009 sur une ligne de jeans pour femmes.
En 2011, Hussein Chalayan lance une seconde ligne de prêt-à-porter plus abordable, puis collabore avec la chanteuse américaine Lady Gaga pour sa « robe-œuf » qu'elle portera lors des Grammy Awards de 2011.
En 2014, en étant au poste de directeur artistique des lignes demi couture, il crée la collection de la maison Vionnet. Un an après, il rejoint l'équipe de prêt à porter.

## Créations notables

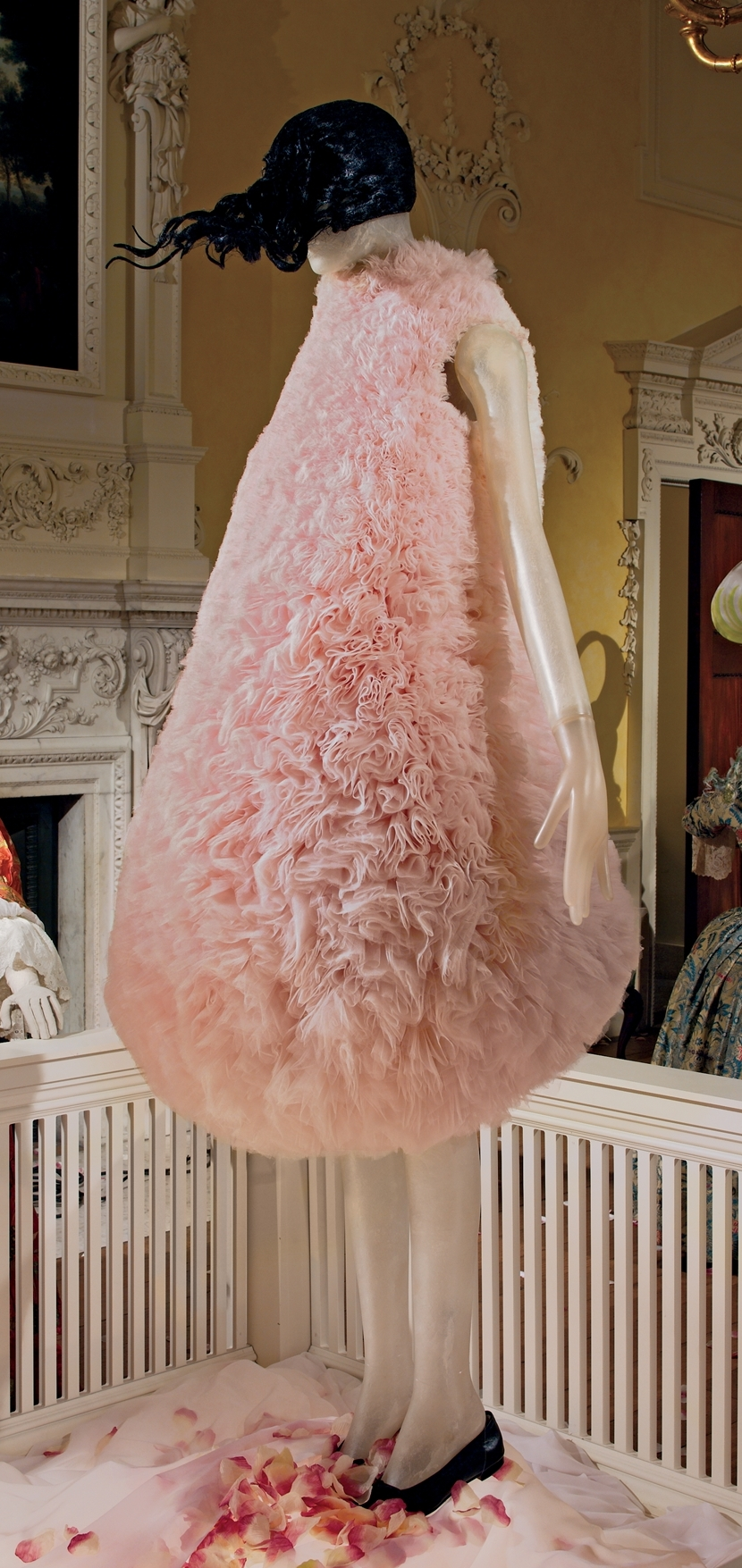
Hussein Chalayan, robe tulle, 2000.

Hussein Chalayan cherche à définir la mode et à apporter des idées totalement nouvelles ; au delà du vêtement, les défiles servant souvent à exprimer ces mêmes idées. Il cherche à contextualiser le vêtement dans son environnement social ou culturel et pas seulement le montrer pour ce qu'il est. Le créateur se fait remarquer par ses expérimentations souvent surprenantes comme un corset en bois ou une robe moulée. 
Dès sa première collection Buried Dresses en papier entrelacé de fils de fer rouillés il est remarqué. Par la suite, Hussein Chalayan continue d'innover et de marquer la mode avec la clôture de son défilé 1997 par des femmes habillées de tchadors de différentes tailles jusqu'à être nues, les robes « Airmail », et surtout « Aeroplane » en fibre de verre qui se pilotent comme un avion à l'aide d'une télécommande, de la collection de 1999, la robe pyramidale qui se transforme en table, de la collection After Words en l'an 2000, sa « Robe Tulle » de la collection « A/W’00 », sa collection Ambimorphous en 2002 qui déstructure peu à peu le vêtement traditionnel turc, la collection Medea l'année suivante où toutes les créations ont été préalablement enterrées afin de les faire vieillir, sa « Robe Led » de la collection Airborne automne/hiver 2007 (retenue plusieurs fois pour des expositions) composée de 15 600 petites ampoules LED et de cristaux Swarovski, ou sa robe « Mechanical » de la même année. Sa collection INERTIA en 2009 avec des robes moulées en latex représentant un accident de voiture est suivie de la collection automne/hiver intitulée Earthbound où il dénonce « les diktats de l'idéal de beauté imposé par la mode ». Mais également soulignées, sa collection Genometrics avec les « manteaux igloo » souvent exposés, la collection japonisante Sakoku de 2011 présentée par un film plutôt qu'un défilé.

## Expositions
Hussein Chalayan participe au cours de sa carrière à plusieurs dizaines d'expositions collectives, à thèmes, mais également à des rétrospectives de son travail ; par exemple :
- Patterns exhibition, Mode Museum, Anvers, avril à août 2003 (collective)
- Goddess: The Classical Mode, MoMA, New York, mai à août 2003 (collective)
- Goddess: The Classical Mode, Mode Museum, Anvers, mai 2004 (collective)
- Hussein Chalayan, 10 years of work, Groninger Museum, Pays-Bas, avril à septembre 2005
- Anglomania: Tradition and Transgression in British Fashion, MET Museum, New York, mai à septembre 2006 (collective)
- Fashion Show: Paris Collections 2006, Musée des beaux-arts de Boston, États-Unis, novembre 2006 (collective)
- When Design Meets Science Fiction, Musée d’Art Moderne Grand-Duc Jean (MUDAM), Luxembourg, mai à septembre 2007 (collective)
- Space for your Future, Museum of Contemporary Art (MOT), Tokyo, novembre 2007 (collective)
- Blog.Mode:Addressing Fashion, The Costume Institute at The Metropolitan Museum of Art, New York, décembre 2007 à avril 2008, (collective)
- Design and the Elastic Mind, The Museum of Modern Art, New York, février 2008 (collective)
- Superheros, Fashion and Fantasy, The Costume Institute at The Metropolitan Museum of Art, New York, mai 2008 (collective)
- Gothic:Glamour, The Museum at FIT, New York (septembre 2008) (collective)
- Rrripp!! Paper Fashion, Musée d’Art Moderne Grand-Duc Jean (MUDAM), Luxembourg, octobre 2008 (collective)
- Hussein Chalayan: From Fashion and Back, Design Museum, Londres, janvier à mai 2009[30] (rétrospective sur 15 ans de carrière)
- Hats: An Anthology by Stephen Jones, Victoria & Albert Museum, Londres, février 2009 (collective)
- The Art of Fashion, Museum Boijmans van Beuningen, Rotterdam, septembre 2009 (collective)
- Hussein Chalayan: From Fashion and Back, Museum of Contemporary Art Tokyo (MOT), avril à juin 2010[31]
- Hussein Chalayan: 1994-2010 : Musée d'art moderne d'Istanbul[32], 2010
- Hussein Chalayan, récits de mode, Arts Décoratifs[1],[33], Paris, juillet à décembre 2011